# Departamento San Pedro (Misiones)
Das Departamento San Pedro liegt im Nordosten der Provinz Misiones im Nordosten Argentiniens. 
Es grenzt im Norden an das Departamento General Manuel Belgrano, im Osten an Brasilien, im Süden an das Departamento Guaraní und im Westen an die Departamentos Montecarlo und Eldorado. 
Die Hauptstadt des Departamento San Pedro ist das gleichnamige San Pedro, das zugleich die einzige Gemeinde des Departamentos darstellt.

## Bevölkerung
Nach Schätzungen des INDEC stieg die Einwohnerzahl von 23.736 Einwohnern (2001) auf 26.720 Einwohner im Jahre 2005.
Koordinaten: 26° 36′ S, 54° 6′ W